# Kazuko Kōri
Kazuko Kori (郡 和子, Kōri Kazuko, 31 de março de 1957) é uma política japonesa servindo atualmente como prefeita da cidade de Sendai. Ela era um membro do Partido Democrático do Japão e serviu na Câmara dos Representantes. Natural de Sendai, Miyagi, e graduanda da Universidade Tohoku Gakuin, ela foi eleita pela primeira vez para a Câmara em 2005, após ter trabalhado como locutora de televisão.
Em 2012, após o terremoto e tsunami de Tohoku em 2011, Kazuko atuou como Secretária de Estado para Reconstrução da Agência de Reconstrução, organização governamental criada para apoio de longo termo das áreas afetadas.